# James Harlan
James Harlan (Clark megye, 1820. augusztus 26. – Mount Pleasant, 1899. október 5.) amerikai politikus, szenátor (Iowa, 1857 – 1865 és 1867 – 1873), belügyminiszter (1865 – 1866). A Republikánus Párt tagja.

## Pályafutása
Harlan az Indiana Asbury Egyetemen végzett, amelynek mai neve DePauw Egyetem. 1847-től a városi iskolarendszer vezetője volt. Ezután jogot tanult és 1850-ben ügyvédi szakvizsgát tett. 1853-tól 1855-ig az Iowa Wesleyan Egyetem rektora volt. 1855-ben szenátorrá választották de adminisztratív rendellenességek miatt a Szenátus nem fogadta el a mandátumát. Ezután 1857-ben újraválasztották, és így végül 1857. január 29-től kitölthette a mandátumát. 1860-ban ismét újraválasztották, de 1865. május 15-én lemondott, és Andrew Johnson elnök kormányában belügyminiszterként szolgált 1866. július 27-ig. Ismét szenátorrá választották, és 1867. március 4-től 1873. március 3-ig. Az ezt követő években sikertelenül indult a szenátusi és a kormányzói választáson.
1872-ben a (republikánus) képviselőház kilenc politikus nevét nyújtotta be vizsgálatra a (republikánus) szenátusnak a Crédit Mobilier-botrány miatt, a listán James Harlan is szerepelt.
1882-től 1886-ig bíróként tevékenykedett.